# Cheminée géodésique de Fontainebleau
La cheminée géodésique de Fontainebleau, de la Croix-d'Augas ou simplement d'Augas est une structure construite à des fins militaires et cartographiques située dans la forêt de Fontainebleau, en France.

## Situation et accès
La structure est située sur le plateau de la Croix-d'Augas, près des routes Buffon et départementale 116, vers le centre-nord de la forêt de Fontainebleau et du territoire communal de Fontainebleau. Plus largement, elle se trouve dans le département de Seine-et-Marne, en région Île-de-France. Un repère de nivellement placé sur l'about du contrefort côté « route du Calvaire », à 35 centimètres au-dessus du sol, fait état d'une altitude de 146,313 mètres.

## Histoire
Le plateau de la Croix-d'Augas s'élève à plus de 142 mètres d'altitude, ce qui en fait le point culminant de la forêt,. Pour cette raison, la commission pour la triangulation de la France choisit cet endroit qui permet d'apercevoir la butte de Rumont au sud-ouest et le signal de Saint-Fargeau-Ponthierry au nord-ouest. En 1880, le service géodésique de l'Armée y érige ainsi une première tour en bois dépassant la cime des arbres qui est démolie vers 1886 pour être remplacée par une borne, un « cube de pierre commémoratif »,,.
À la mi-novembre 1900, un nouveau pylône en charpente est établi à cet emplacement par le travail d'un charpentier de Nangis,,. C'est ainsi que l'on commence à élever sous la direction du génie militaire, à l'intérieur de cette construction en bois, « une sorte de cheminée en briques » englobant la borne. Les travaux sont placés sous la direction du génie militaire qui les confie à un fumiste-spécialiste de Nancy qui en a déjà construit cinq semblables : ce genre de construction nécessite, en effet, une certaine expertise. Bien que seul ouvrier, il est toutefois aidé de deux manœuvres. Le 13 décembre, le journal local L'Abeille de Fontainebleau précise que la cheminée « monte avec rapidité » et qu'« elle sera probablement terminée cette semaine », soit avant le 17.
En 1903, le sylvain Charles Colinet, continuateur de l'œuvre de Claude-François Denecourt, projette le remplacement de l'escalier en bois qui permet l'accès à la plateforme, par un escalier en fer suggérant ainsi, en plus d'une utilisation par le Service géographique de l'armée et par les forestiers, une ouverture « aux touristes qui auraient contemplé de ce sommet un panorama immense ». Cependant, face à des coûts dépassant les prévisions, cette proposition doit être abandonnée, Colinet soulignant toutefois un « agréable souvenir des rapports excessivement bienveillants que nous avons eus avec les chefs du Service géodésique et l'Administration forestière ». Toutefois, en août de la même année, le génie militaire y installe un escalier extérieur.

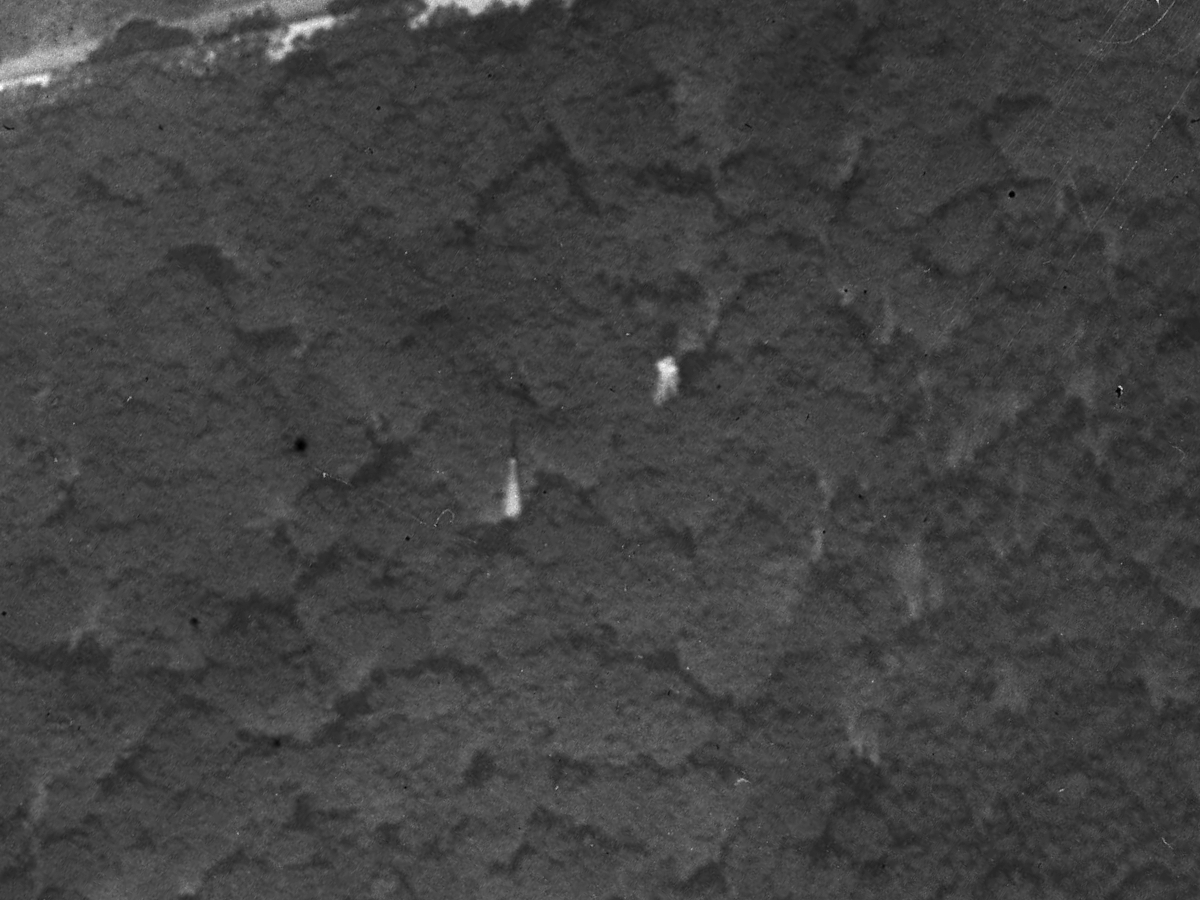
Vue aérienne de la cheminée géodésique (à gauche) et du pylône d'observation en fer (construit en 1913) avec la route (en haut), photographiée en juin 1922.

Les installations sont réutilisées en 1904 par les officiers du Service géographique de l'Armée, sous les ordres du capitaine Jasienski, pour la révision de la carte d'état-major, générale pour toute la France ainsi que la refonte du cadastre en procédant par signaux lumineux avec l'assistance d'une brigade de spécialistes. Trois géomètres civils réutilisent enfin le signal à la fin de cette même année pour le cadastre d'Avon, en y opérant à plusieurs reprises avec des instruments de visée. La cheminée est par la suite abandonnée pour les observations et l'escalier d'accès à son sommet est démoli avant 1910.

## Structure
La cheminée, haute de 25 mètres englobe la pierre, un cube recouvert de feutre asphalté, sur laquelle est scellée le repère, une rondelle de bronze de cinq centimètres de diamètre sur laquelle est creusé un réticule,,,. La cheminée, dont le mur fait 65 centimètres à sa base, s'élève avec un rétrécissement à son sommet où elle fait 80 centimètres. Elle supporte un entablement de 50 centimètres dans l'axe duquel est percé un trou ayant exactement l'ouverture circulaire du repère en bronze. Une porte d'un mètre et demi ainsi que trois jours (ouvertures) sont percés en bas pour éclairer le repère et permetttre l'accès,,.